# Cymodocella eutylos
Cymodocella eutylos är en kräftdjursart som beskrevs av Barnard. Cymodocella eutylos ingår i släktet Cymodocella och familjen klotkräftor. Inga underarter finns listade i Catalogue of Life.